# 眉州直隸州

眉州在四川省的位置（1820年）

眉州直隸州，明朝設置的直隸州。清朝时，评价：衝，繁。隸四川省建昌道。
明朝洪武九年（1376年）四月，眉州降为县，仍属嘉定州。十三年（1380年）十一月复为州，直隶四川布政司，下领三县：彭山縣、丹棱縣、青神縣。康熙初，彭山、青神二縣先後省入州。雍正六年（1728年）復置，仍隸州。領縣三：丹棱縣、彭山縣、青神縣。